# James Michael

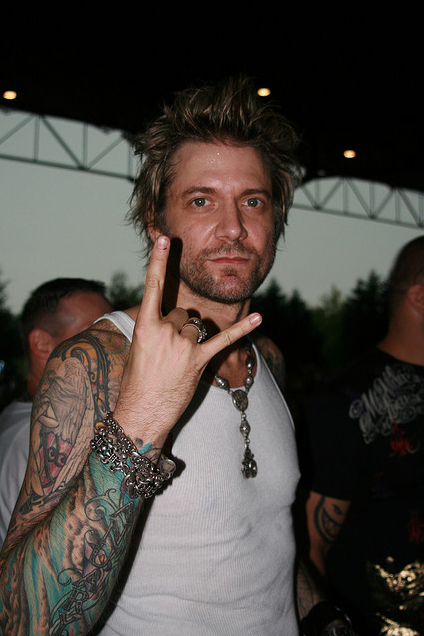
James Michael, 2008

James Michael (* 26. September 1967 in Holland, Michigan) ist ein US-amerikanischer Musikproduzent, Songwriter, Tontechniker, Mixer, Musiker und Sänger. Er arbeitete als Produzent, Songwriter und/oder Tontechniker mit vielen Künstlern, u. a. für Sixx:A.M., Papa Roach, Alanis Morissette, Meat Loaf, Motley Crue, Scorpions, Hilary Duff, American Bang, Saliva, The Exies, Deana Carter, Sammy Hagar, Lillix, Sarah Kelly, Marion Raven, Jacoby Shaddix.
James Michael ist Mitglied von Sixx:A.M., einem Nebenprojekt mit Nikki Sixx und DJ Ashba. Michael ist der Leadsänger, ein Co-Schreiber, Co-Produzent und Multiinstrumentalist auf der CD. James Michael war zudem als Mixer bei dem Projekt tätig.

## Diskographie (Auszug)
- Mötley Crüe – New Tattoo (2000)
- Meat Loaf – Couldn’t Have Said It Better (2003)
- Hilary Duff – Hilary Duff (2004)
- Hilary Duff – Most Wanted (2005)
- Alanis Morissette – The Collection (2005)
- Mötley Crüe – Red, White & Crue (2005)
- Meat Loaf – Bat out of Hell III: The Monster Is Loose (2006)
- The Exies – A Modern Way of Living with the Truth (2007)
- Marion Raven – Set Me Free (2007)
- Sixx:A.M. – The Heroin Diaries (2007)
- Scorpions – Humanity – Hour I (2007)
- Mötley Crüe – Saints of Los Angeles (2008)
- Sixx:A.M. – This is Gonna Hurt (2011)
- Sixx:A.M. _ Modern Vintage (2014)
- Sixx:A.M. - Prayers for the Damned Vol. 1 (2016)
- Sixx:A.M. - Prayers for the Blessed Vol. 2 (2016)